# 106-я пехотная дивизия (Российская империя)
106-я пехотная дивизия — соединение Русской императорской армии, сформированное в 1915 году и принимавшее активное участие в событиях Октябрьской революции и Гражданской войны.

## Состав
- 1-я бригада (бывшая 1-я ополченческая бригада)
  - 421-й пехотный Царскосельский полк (из 1-й и 2-й Эстляндских и 3-й Петроградской дружин) — Раумо
  - 422-й пехотный Колпинский полк (из 4-й, 5-й и 6-й Петроградских дружин) — Або, Таммерфорс, Куопио
- 2-я бригада
  - 423-й пехотный Лужский полк — Улеаборг
  - 424-й пехотный Чудской полк

## История
В соответствии с приказом Верховного Главнокомандующего № 460 от 06.06.1915 из 20 ополченских бригад должны были быть сформированы десять дивизий, которым присваивались номера со 101-й по 110-ю. Приказом Верховного Главнокомандующего № 627 от 23.07.1915 полкам вновь сформированных дивизий были присвоены наименования. 106-я дивизия была включена в состав XLII армейского корпуса, расквартированного в Финляндии.

106-я пехотная дивизия в Финляндии просто не воевала, не дав за всю войну ни одного выстрела.— А. Керсновский. История русской армии
Являлась основной силой принимавшей участие в штурме Зимнего Дворца.

## Командование
(Командующий в дореволюционной терминологии означал временно исполняющего обязанности начальника или командира).

### Начальники дивизии
- 19.06.1915-после 29.06.1917 — генерал-майор (с 29.06.1917 генерал-лейтенант) Станкевич, Адам Юрьевич
- 07.12.1917-xx.xx.xxxx — полковник Свечников, Михаил Степанович

### Начальники штаба
- 11.07.1915-16.01.1916 — полковник барон де Монфор, Евгений Орестович
- 24.01.1916-xx.01.1917 — полковник (с 06.12.1916 генерал-майор) Тигранов, Леонид Фаддеевич
- 29.01.1917-07.12.1917 — подполковник (с 02.04.1917 полковник) Свечников, Михаил Степанович

### Командиры бригады
- 13.06.1915-14.04.1917 — генерал-майор Свечин, Сергей Алексеевич

### Командиры 106-й артиллерийской бригады
- 17.03.1917 — хх.хх.хххх — командующий полковник Хомотьяно, Александр Гаврилович